# 2013 في سوريا
فيما يلي قوائم الأحداث التي وقعت خلال عام 2013 في سوريا.

## أحداث
- 19 مايو – معركة القصير
- 1 أكتوبر – هجوم حلب
- 31 يناير – الهجمات الإسرائيلية على سوريا 2013
- 21 أغسطس – الهجوم الكيميائي على الغوطة

## أفلام
من الأفلام التي صدرت هذه السنة في سوريا:
- 8 سبتمبر – سلم إلى دمشق من إخراج محمد ملص.
- 20 نوفمبر – العودة إلى حمص من إخراج طلال ديركي [الإنجليزية]‏.

## وفيات

### فبراير
- 20 فبراير – يوسف سليمان (مواليد 1986) لاعب كرة قدم سوري.

### مارس
- 5 مارس – حكمت الشهابي (مواليد 1931) سياسي سوري.

### يوليو
- 31 يوليو – مايكل أنسارا (مواليد 1922)

### سبتمبر
- 10 سبتمبر – إبراهيم ماخوس (مواليد 1925) سياسي سوري.
- 24 سبتمبر – عبد الحميد السراج (مواليد 1925) سياسي سوري.

### أكتوبر
- 17 أكتوبر – جامع جامع (مواليد 1954)

### نوفمبر
- 17 نوفمبر – عبد القادر صالح (مواليد 1979) منظر عسكري سوري.

### ديسمبر
- 2 ديسمبر – سليم كلاس (مواليد 1936)
- 6 ديسمبر – إلياس فرح (مواليد 1928) كاتب سوري.